# 1693
Il 1693 (MDCXCIII in numeri romani) è un anno  del XVII secolo.

## Eventi
- 11 gennaio – Terremoto del Val di Noto: La Sicilia orientale (soprattutto il Val di Noto) viene colpita da un terremoto che farà circa 60.000 vittime. Si stima che il sisma sia stato pari a 7,4 Richter, il più forte sisma italiano degli ultimi millenni. Nello stesso anno un altro sisma colpisce Napoli.
- 27 giugno – Battaglia di Capo San Vincenzo: In uno scontro navale al largo di Lagos la flotta francese, comandata da Anne Hilarion de Costentin de Tourville, affonda e cattura diverse navi mercantili facenti parte del "convoglio di Smirne", guidato dall'ammiraglio George Rooke.
- 29 luglio – Battaglia di Landen: Seppur con elevate perdite, l'armata francese sconfisse e mise in fuga l'esercito delle forze alleate degli Asburgo.
- 4 ottobre – Battaglia della Marsaglia: Vittorio Amedeo II di Savoia viene sconfitto dalle truppe francesi di Luigi XIV di Francia.

### In corso
- Guerra della Grande Alleanza (1688-1697).

### Scoperte ed Invenzioni
- Viene inventato il notturlabio.

## Nati

### Gennaio
- 3 gennaio - Giovanni Bianchi, medico e anatomista italiano († 1775)
- 3 gennaio - Matthew Hutton, arcivescovo anglicano inglese († 1758)
- 11 gennaio - Antonio Barbiano di Belgiojoso, nobile e militare italiano († 1779)
- 13 gennaio - Pietro Calepio, scrittore italiano († 1762)
- 16 gennaio - Francesco Campora, pittore italiano († 1763)
- 19 gennaio - Hyacinthe Collin de Vermont, pittore francese († 1761)
- 20 gennaio - Carlo Francesco Durini, cardinale italiano († 1769)
- 29 gennaio - Henry Herbert, IX conte di Pembroke, nobile e architetto inglese († 1750)
- 30 gennaio - Maria Anna Carolina del Palatinato-Neuburg, nobile tedesca († 1751)

### Febbraio
- 4 febbraio - Flaminio Corner, storico italiano († 1778)
- 7 febbraio - Anna I di Russia, imperatrice russa († 1740)
- 12 febbraio - Avdot'ja Ivanovna Rževskaja, nobildonna russa († 1747)
- 24 febbraio - Francesco Eboli, duca di Castropignano, nobile e militare italiano († 1758)

### Marzo
- 2 marzo - Thomas Wheate, II baronetto, politico inglese († 1746)
- 5 marzo - Johann Jakob Wettstein, teologo, biblista e traduttore svizzero († 1754)
- 6 marzo - Edward Willes, vescovo anglicano britannico († 1773)
- 7 marzo - Papa Clemente XIII, papa, vescovo cattolico e cardinale italiano († 1769)
- 7 marzo - Joseph Joachim Edlinger, liutaio ceco († 1748)
- 11 marzo - Pompeo Compagnoni, vescovo cattolico e letterato italiano († 1774)
- 17 marzo - Elisabetta Augusta Sofia del Palatinato-Neuburg, nobile tedesca († 1728)
- 31 marzo - Elisabetta Albertina di Anhalt-Bernburg, nobile († 1774)

### Aprile
- 1º aprile - Melusina von der Schulenburg, nobile britannica († 1778)
- 2 aprile - George Keith, X conte maresciallo, ufficiale e diplomatico scozzese († 1778)
- 4 aprile - John Harrison, orologiaio e inventore inglese († 1776)
- 4 aprile - John West, I conte De La Warr, politico e ufficiale inglese († 1766)
- 12 aprile - Siard Nosecký, pittore e religioso boemo († 1753)
- 12 aprile - Jean-Baptiste de Brancas, arcivescovo cattolico francese († 1770)
- 16 aprile - Anna Sofia Reventlow, regina danese († 1743)
- 17 aprile - Camillo I Borghese, nobile italiano († 1763)
- 30 aprile - Giuseppe Maria Feroni, cardinale e arcivescovo cattolico italiano († 1767)

### Maggio
- 1º maggio - Vincenzo Acqua, vescovo cattolico italiano († 1772)
- 9 maggio - Charles Howard, VII conte di Suffolk, nobile e politico inglese († 1722)
- 14 maggio - Giacinto Ferrero-Fieschi, ammiraglio, diplomatico e nobile italiano († 1750)
- 14 maggio - Nicolò Figlia, scrittore e presbitero italiano († 1769)
- 24 maggio - Georg Raphael Donner, scultore e prete austriaco († 1741)
- 31 maggio - Bartolomeo Nazari, pittore italiano († 1758)

### Giugno
- 17 giugno - Diego de Torres Villarroel, scrittore, scienziato e religioso spagnolo († 1770)
- 17 giugno - Johann Georg Walch, teologo tedesco († 1775)

### Luglio
- 21 luglio - Thomas Pelham-Holles, I duca di Newcastle-upon-Tyne, politico inglese († 1768)

### Agosto
- 7 agosto - Charles de Rohan-Rochefort, nobile francese († 1766)
- 9 agosto - Sofia Guglielmina di Sassonia-Coburgo-Saalfeld, principessa († 1727)

### Settembre
- 7 settembre - Vittorio I di Anhalt-Bernburg-Schaumburg-Hoym, principe tedesco († 1772)
- 9 settembre - Quinault-Dufresne, attore teatrale francese († 1767)
- 13 settembre - Joseph Emanuel Fischer von Erlach, architetto austriaco († 1742)
- 19 settembre - Louis Charles Armand Fouquet de Belle-Isle, generale francese († 1747)
- 21 settembre - Maria Anna di Oettingen-Spielberg, principessa († 1729)
- 21 settembre - Thomas Secker, arcivescovo anglicano inglese († 1768)
- 29 settembre - Giovanni Antonio Rubbi, religioso italiano († 1785)

### Ottobre
- 9 ottobre - Johann Lorenz von Mosheim, storico delle religioni tedesco († 1755)
- 10 ottobre - Innocenzo Francesco del Liechtenstein, principe austriaco († 1707)
- 11 ottobre - John Hobart, I conte di Buckinghamshire, nobile inglese († 1756)
- 11 ottobre - Federico Carlo di Stolberg-Gedern, politico tedesco († 1767)
- 15 ottobre - Franz Caspar Schnitger, organaro tedesco († 1729)
- 22 ottobre - Thomas Fairfax, VI lord Fairfax di Cameron, militare britannico († 1781)
- 25 ottobre - Antoine Ferrein, medico e anatomista francese († 1769)
- 26 ottobre - Alessandro Macchiavelli, scrittore e storico italiano († 1766)
- 28 ottobre - Šimon Brixi, compositore e organista ceco († 1735)
- 28 ottobre - Margaretha Haverman, pittrice olandese († 1739)

### Novembre
- 9 novembre - Enrichetta Carlotta di Nassau-Idstein, nobildonna tedesca († 1734)
- 10 novembre - Roland-Michel Barrin de La Galissonière, militare francese († 1756)
- 11 novembre - Francesco Saverio Brunetti, matematico e presbitero italiano
- 22 novembre - Zheng Xie, pittore cinese († 1765)
- 22 novembre - Luisa Elisabetta di Borbone-Condé, nobile († 1775)
- 28 novembre - Gabrio Serbelloni, III duca di San Gabrio, militare, politico e nobile italiano († 1774)

### Dicembre
- 12 dicembre - Giovanni Antonio Pecci, letterato, storico e politico italiano († 1768)

### Senza giorno specificato
- Panah-Ali khan Javanshir, sovrano persiano († 1763)
- Charlotte Aïssé, scrittrice francese († 1733)
- Richard Annesley, VI conte di Anglesey, nobile e politico irlandese († 1761)
- Peter Annet, teologo inglese († 1769)
- Eustachio Berthoud de Malines, politico italiano († 1742)
- Aleksej Petrovič Bestužev-Rjumin, politico russo († 1766)
- Rosa Borosini, soprano italiano
- Louis-Dominique Bourguignon, brigante e omicida francese († 1721)
- James Bradley, astronomo inglese († 1762)
- Adriaan van der Burg, pittore olandese († 1733)
- John Campbell, IV duca di Argyll, generale e politico britannico († 1770)
- Placido Campolo, pittore italiano († 1743)
- Alejandro Carnicero, scultore spagnolo († 1756)
- Jean-Baptiste-Louis Crevier, letterato e storico francese († 1765)
- Robert Dinwiddie, politico britannico († 1770)
- Eliza Haywood, scrittrice inglese († 1756)
- Francis Head, IV baronetto, presbitero inglese († 1768)
- Thomas Herring, arcivescovo anglicano inglese († 1757)
- Johann Georg Keyßler, archeologo e scrittore tedesco († 1743)
- John Lombe, imprenditore inglese († 1739)
- Bernardino Ludovisi, scultore italiano († 1749)
- Jeremiah Markland, filologo classico inglese († 1776)
- Noro Genjō, botanico e medico giapponese († 1761)
- James Quin, attore teatrale britannico († 1766)
- Giuseppe Richa, gesuita e scrittore italiano († 1761)
- Franz Ferdinand Richter, pittore polacco († 1743)
- Jean Baptiste Sénac, medico e anatomista francese († 1770)
- Pompeo Venturi, letterato, critico letterario e religioso italiano († 1752)
- Francesco Vettori, antiquario e numismatico italiano († 1770)
- Dhiyab bin Isa Al Nahyan, sovrano emiratino († 1793)
- Leopoldo del Carretto, nobile italiano († 1750)

## Morti

### Gennaio
- 6 gennaio - Marguerite Hessein de la Sablière,  francese (n. 1640)
- 6 gennaio - Mehmed IV, sultano ottomano (n. 1642)
- 7 gennaio - Marc'Antonio Tomati, vescovo cattolico italiano (n. 1583)
- 7 gennaio - Federico Visconti, cardinale e arcivescovo cattolico italiano (n. 1617)
- 8 gennaio - Jan Andrzej Morsztyn, poeta e scrittore polacco (n. 1621)

### Febbraio
- 4 febbraio - Giovanni de Britto, gesuita e missionario portoghese (n. 1647)
- 7 febbraio - Paul Pellisson, scrittore e storico francese (n. 1624)
- 13 febbraio - Johann Kaspar Kerll, compositore e organista tedesco (n. 1627)
- 15 febbraio - Emilia d'Assia-Kassel, nobile tedesco (n. 1626)
- 24 febbraio - Filippo Alfieri Ossorio, vescovo cattolico italiano (n. 1634)

### Marzo
- 6 marzo - Antonio Carafa, generale italiano (n. 1642)
- 8 marzo - Leopoldina Eleonora del Palatinato-Neuburg, nobile tedesca (n. 1679)
- 9 marzo - Carlo Cesare Malvasia, storico dell'arte italiano (n. 1616)
- 12 marzo - John Conant, religioso e teologo inglese (n. 1608)
- 13 marzo - Johannes Fabritius, pittore olandese (n. 1636)

### Aprile
- 4 aprile - Giovanni Francesco Lazzarelli, abate, giurista e poeta italiano (n. 1621)
- 5 aprile - Filippo Guglielmo Augusto del Palatinato, nobile tedesco (n. 1668)
- 5 aprile - Anna Maria Luisa d'Orléans, nobile francese (n. 1627)
- 9 aprile - Roger de Bussy-Rabutin, scrittore francese (n. 1618)
- 20 aprile - Claudio Coello, pittore spagnolo (n. 1642)
- 24 aprile - Giovanni Battista Colomba, pittore, architetto e decoratore svizzero (n. 1638)
- 30 aprile - Michele Perrone, scultore italiano (n. 1633)

### Maggio
- 2 maggio - Ernesto d'Assia-Rheinfels, nobile tedesco (n. 1623)
- 3 maggio - Claude de Rouvroy de Saint-Simon, duca (n. 1607)
- 8 maggio - Jan Verkolje, pittore olandese (n. 1650)
- 18 maggio - Iacopo Altoviti, patriarca cattolico italiano (n. 1604)
- 25 maggio - Madame de La Fayette, scrittrice e biografa francese (n. 1634)
- 26 maggio - Al-Hurr al-'Amili, teologo e giurista arabo (n. 1624)
- 27 maggio - John Spencer, presbitero e teologo inglese (n. 1630)

### Giugno
- 24 giugno - Isaac Willaerts, pittore olandese
- 25 giugno - Anna di Horne, nobildonna belga (n. 1629)

### Luglio
- 4 luglio - Ermanno Stroiffi, pittore e presbitero italiano (n. 1616)
- 8 luglio - François Duchesne, storico francese (n. 1616)
- 12 luglio - Johan Hadorph, funzionario svedese (n. 1630)
- 13 luglio - Cataldo Amodei, compositore italiano (n. 1649)
- 13 luglio - Hendrik Trajectinus, Conte di Solms, militare danese (n. 1636)
- 26 luglio - Ulrica Eleonora di Danimarca, regina (n. 1656)
- 31 luglio - Willem Kalf, pittore olandese (n. 1619)

### Agosto
- 7 agosto - Giovanni Giorgio II di Anhalt-Dessau, principe tedesco (n. 1627)
- 21 agosto - Patrick Sarsfield, I conte di Lucan, militare irlandese
- 26 agosto - Agostino Coltellini, letterato italiano (n. 1613)
- 28 agosto - Johann Christoph Bach, musicista tedesco (n. 1645)
- 29 agosto - Nicolás Fernández de Córdoba y Ponce de León, militare e marinaio spagnolo (n. 1626)
- 31 agosto - Laurent Cassegrain, presbitero e astronomo francese (n. 1629)

### Settembre
- 6 settembre - Odoardo II Farnese, nobile (n. 1666)
- 9 settembre - Ihara Saikaku, scrittore giapponese (n. 1642)
- 12 settembre - Gabrielle de Rochechouart de Mortemart, nobildonna francese (n. 1633)
- 13 settembre - Flavio Chigi, cardinale italiano (n. 1631)
- 16 settembre - Giovanni Battista de Bellis, vescovo cattolico italiano (n. 1630)

### Ottobre
- 9 ottobre - Sibilla Maria di Sassonia-Merseburg, principessa tedesca (n. 1667)
- 9 ottobre - Marquard Sebastian Schenk von Stauffenberg, vescovo cattolico tedesco (n. 1644)
- 10 ottobre - Charles Patin, medico, chirurgo e numismatico francese (n. 1633)
- 21 ottobre - Giulio Berlendis, vescovo cattolico italiano (n. 1616)
- 23 ottobre - Giacomo Lubrano, gesuita, poeta e scrittore italiano (n. 1619)
- 26 ottobre - Coenraad van Beuningen, diplomatico e politico olandese (n. 1622)
- 28 ottobre - Jacques Thomelin, compositore, clavicembalista e organista francese
- 31 ottobre - Lorenzo Penna, compositore e teorico musicale italiano (n. 1613)

### Novembre
- 2 novembre - Fernando Fajardo y Álvarez de Toledo, nobile spagnolo (n. 1635)
- 2 novembre - Theodor Kerckring, anatomista e chimico olandese (n. 1638)
- 12 novembre - Maria van Oosterwijck, pittrice olandese (n. 1630)
- 24 novembre - Nicolaes Maes, pittore olandese (n. 1634)
- 24 novembre - William Sancroft, arcivescovo anglicano britannico (n. 1617)
- 30 novembre - Lorenzo Brancati, cardinale e teologo italiano (n. 1612)

### Dicembre
- 3 dicembre - Carlo Celano, avvocato, letterato e religioso italiano (n. 1625)
- 13 dicembre - Dosoftei, monaco cristiano e letterato romeno (n. 1624)
- 13 dicembre - Willem van de Velde il Vecchio, pittore olandese
- 14 dicembre - Giuseppe Felice Tosi, compositore e organista italiano (n. 1619)
- 21 dicembre - Hendrick Mommers, pittore olandese (n. 1620)
- 24 dicembre - Philipp Franz Eberhard von Dalberg, giudice e religioso tedesco (n. 1635)
- 29 dicembre - Vere Fane, IV conte di Westmorland, politico inglese (n. 1645)

### Senza giorno specificato
- Arabacı Ali Pascià, politico ottomano (n. 1620)
- Bernardo Iñiguez del Bayo y de Pradilla, militare spagnolo (n. 1641)
- Job Adriaenszoon Berckheyde, pittore olandese (n. 1630)
- Charles Blount, scrittore inglese (n. 1654)
- Louis Bulteau, storico francese (n. 1625)
- Philippe de Carteret IV, nobile britannico (n. 1650)
- Niccolò Codazzi, pittore italiano (n. 1642)
- Johann Weichart Valvasor, scienziato e scrittore austriaco (n. 1641)
- Luca Maria Invrea, doge (n. 1624)
- Elisabeth Hevelius, astronoma polacca (n. 1647)
- Francesco Marchesini, scultore italiano
- François de Poilly, incisore francese (n. 1623)
- Giovan Battista Ruoppolo, pittore italiano (n. 1629)
- Pavel Josef Vejvanovský, compositore e trombettista ceco
- Antonino Ventimiglia, missionario italiano (n. 1642)
- Pieter Withoos, pittore e illustratore olandese (n. 1654)
- Frans Ykens, pittore fiammingo (n. 1601)
- Johann Jacob Zimmermann, teologo, astronomo e scrittore tedesco (n. 1644)
- Şivekar Sultan, sultana ottomana

## Calendario
| Calendario 1693 | Calendario 1693 | Calendario 1693 | Calendario 1693 | Calendario 1693 | Calendario 1693 | Calendario 1693 | Calendario 1693 | Calendario 1693 | Calendario 1693 | Calendario 1693 | Calendario 1693 | Calendario 1693 | Calendario 1693 | Calendario 1693 | Calendario 1693 | Calendario 1693 | Calendario 1693 | Calendario 1693 | Calendario 1693 | Calendario 1693 | Calendario 1693 | Calendario 1693 | Calendario 1693 | Calendario 1693 | Calendario 1693 | Calendario 1693 | Calendario 1693 | Calendario 1693 | Calendario 1693 | Calendario 1693 | Calendario 1693 | Calendario 1693 |
| --------------- | --------------- | --------------- | --------------- | --------------- | --------------- | --------------- | --------------- | --------------- | --------------- | --------------- | --------------- | --------------- | --------------- | --------------- | --------------- | --------------- | --------------- | --------------- | --------------- | --------------- | --------------- | --------------- | --------------- | --------------- | --------------- | --------------- | --------------- | --------------- | --------------- | --------------- | --------------- | --------------- |
|                 | 1               | 2               | 3               | 4               | 5               | 6               | 7               | 8               | 9               | 10              | 11              | 12              | 13              | 14              | 15              | 16              | 17              | 18              | 19              | 20              | 21              | 22              | 23              | 24              | 25              | 26              | 27              | 28              | 29              | 30              | 31              |                 |
| Gennaio         | Gi              | Ve              | Sa              | Do              | Lu              | Ma              | Me              | Gi              | Ve              | Sa              | Do              | Lu              | Ma              | Me              | Gi              | Ve              | Sa              | Do              | Lu              | Ma              | Me              | Gi              | Ve              | Sa              | Do              | Lu              | Ma              | Me              | Gi              | Ve              | Sa              |                 |
| Febbraio        | Do              | Lu              | Ma              | Me              | Gi              | Ve              | Sa              | Do              | Lu              | Ma              | Me              | Gi              | Ve              | Sa              | Do              | Lu              | Ma              | Me              | Gi              | Ve              | Sa              | Do              | Lu              | Ma              | Me              | Gi              | Ve              | Sa              |                 |                 |                 |                 |
| Marzo           | Do              | Lu              | Ma              | Me              | Gi              | Ve              | Sa              | Do              | Lu              | Ma              | Me              | Gi              | Ve              | Sa              | Do              | Lu              | Ma              | Me              | Gi              | Ve              | Sa              | Do              | Lu              | Ma              | Me              | Gi              | Ve              | Sa              | Do              | Lu              | Ma              |                 |
| Aprile          | Me              | Gi              | Ve              | Sa              | Do              | Lu              | Ma              | Me              | Gi              | Ve              | Sa              | Do              | Lu              | Ma              | Me              | Gi              | Ve              | Sa              | Do              | Lu              | Ma              | Me              | Gi              | Ve              | Sa              | Do              | Lu              | Ma              | Me              | Gi              |                 |                 |
| Maggio          | Ve              | Sa              | Do              | Lu              | Ma              | Me              | Gi              | Ve              | Sa              | Do              | Lu              | Ma              | Me              | Gi              | Ve              | Sa              | Do              | Lu              | Ma              | Me              | Gi              | Ve              | Sa              | Do              | Lu              | Ma              | Me              | Gi              | Ve              | Sa              | Do              |                 |
| Giugno          | Lu              | Ma              | Me              | Gi              | Ve              | Sa              | Do              | Lu              | Ma              | Me              | Gi              | Ve              | Sa              | Do              | Lu              | Ma              | Me              | Gi              | Ve              | Sa              | Do              | Lu              | Ma              | Me              | Gi              | Ve              | Sa              | Do              | Lu              | Ma              |                 |                 |
| Luglio          | Me              | Gi              | Ve              | Sa              | Do              | Lu              | Ma              | Me              | Gi              | Ve              | Sa              | Do              | Lu              | Ma              | Me              | Gi              | Ve              | Sa              | Do              | Lu              | Ma              | Me              | Gi              | Ve              | Sa              | Do              | Lu              | Ma              | Me              | Gi              | Ve              |                 |
| Agosto          | Sa              | Do              | Lu              | Ma              | Me              | Gi              | Ve              | Sa              | Do              | Lu              | Ma              | Me              | Gi              | Ve              | Sa              | Do              | Lu              | Ma              | Me              | Gi              | Ve              | Sa              | Do              | Lu              | Ma              | Me              | Gi              | Ve              | Sa              | Do              | Lu              |                 |
| Settembre       | Ma              | Me              | Gi              | Ve              | Sa              | Do              | Lu              | Ma              | Me              | Gi              | Ve              | Sa              | Do              | Lu              | Ma              | Me              | Gi              | Ve              | Sa              | Do              | Lu              | Ma              | Me              | Gi              | Ve              | Sa              | Do              | Lu              | Ma              | Me              |                 |                 |
| Ottobre         | Gi              | Ve              | Sa              | Do              | Lu              | Ma              | Me              | Gi              | Ve              | Sa              | Do              | Lu              | Ma              | Me              | Gi              | Ve              | Sa              | Do              | Lu              | Ma              | Me              | Gi              | Ve              | Sa              | Do              | Lu              | Ma              | Me              | Gi              | Ve              | Sa              |                 |
| Novembre        | Do              | Lu              | Ma              | Me              | Gi              | Ve              | Sa              | Do              | Lu              | Ma              | Me              | Gi              | Ve              | Sa              | Do              | Lu              | Ma              | Me              | Gi              | Ve              | Sa              | Do              | Lu              | Ma              | Me              | Gi              | Ve              | Sa              | Do              | Lu              |                 |                 |
| Dicembre        | Ma              | Me              | Gi              | Ve              | Sa              | Do              | Lu              | Ma              | Me              | Gi              | Ve              | Sa              | Do              | Lu              | Ma              | Me              | Gi              | Ve              | Sa              | Do              | Lu              | Ma              | Me              | Gi              | Ve              | Sa              | Do              | Lu              | Ma              | Me              | Gi              |                 |